# Exopsyllomyia sympegmae
Exopsyllomyia sympegmae är en tvåvingeart som beskrevs av Fedotova 1986. Exopsyllomyia sympegmae ingår i släktet Exopsyllomyia och familjen gallmyggor.
Artens utbredningsområde är Kazakstan. Inga underarter finns listade i Catalogue of Life.